# NGC 2418
NGC 2418 је елиптична галаксија у сазвежђу Близанци која се налази на NGC листи објеката дубоког неба.
Деклинација објекта је + 17° 53' 2" а ректасцензија 7h 36m 37,4s. Привидна величина (магнитуда) објекта NGC 2418 износи 12,4 а фотографска магнитуда 13,4. NGC 2418 је још познат и под ознакама UGC 3931, MCG 3-20-8, CGCG 87-17, ARP 165, PGC 21382.